# 선정주의
선정주의(煽情主義) 또는 센세이셔널리즘(sensationalism)은 대중의 원시적 본능을 자극하고 호기심에 호소하여 흥미 본위로 하는 보도 경향을 말한다. 특종을 하겠다는 저널리스트 심리로 센세이셔널리즘과 관련이 있다.
자본주의 사회에서 운영되는 대부분의 매스 미디어는 영리를 목적으로 성립되었다.
따라서 많은 시청률과 독자를 확보하지 않을 수 없는 것이 필연적이다. 이런 상업주의에서 매우 유용한 수단으로 센세이셔널리즘이 이용된다. 즉 센세이셔널리즘을 낳는 것은 판매 경쟁의 소산이라고 할 수 있다.

## 같이 보기
- 엑스플로이테이션 영화
- 인포테인먼트
- 여론조작
- 선전 모델
- 바바라 터크먼